# Хасдрубал Барка
Вижте пояснителната страница за други личности с името Хасдрубал.
Хасдрубал Барка (на латински: Hasdrubal Barca; Barcid; 245 пр.н.е. † 207 пр.н.е.) e вторият син на картагенския пълководец Хамилкар Барка и брат на Ханибал и Магон Барка.
Той е способен генерал от втората пуническа война. От 218 до 208 пр.н.е. той е главнокомадващ на картагенската войска в Испания в боевете проти римляните. Той пресича през 208 пр.н.е. Пиренеите и Алпите и 207 пр.н.е. е в Галия в Италия. Кореспонденцията му с брат му Ханибал обаче е хваната от римляните.
През 207 пр.н.е. той губи Битката при Метавър (южно от днешен Римини) против римските легиони на Гай Клавдий Нерон и Марк Ливий Салинатор.
Главата на Хасдрубал Барка е хвърлена в лагера Венузия на брат му Ханибал.